# Antarsya

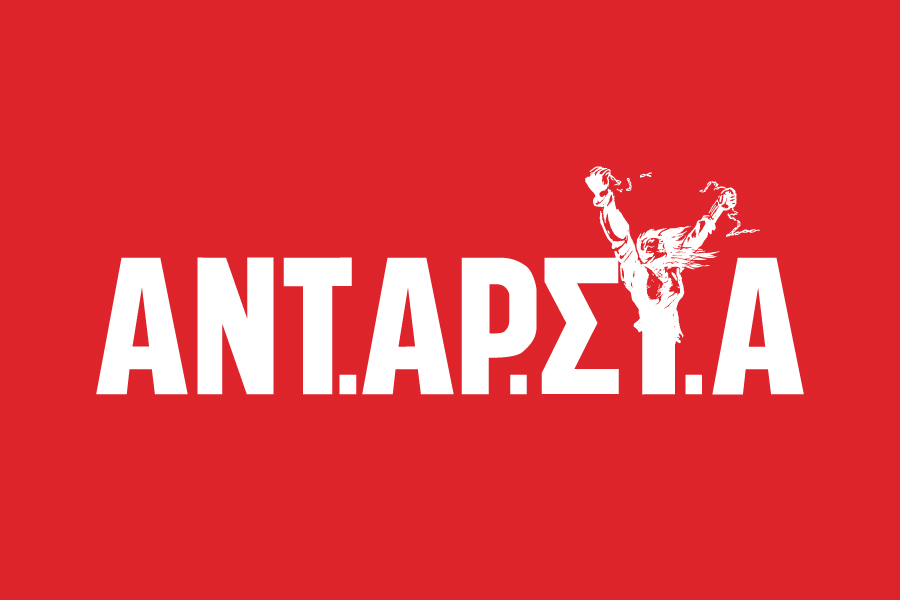
Drapeau d'Antarsya.

ANTARSYA (ΑΝΤ.ΑΡ.ΣΥ.Α, « mutinerie », Coopération anticapitaliste de gauche pour le renversement, en grec : Αντικαπιταλιστική Αριστερή Συνεργασία για την Ανατροπή (Antikapitalistiki Aristeri Synergasia gia tin Anatropi) est un parti politique grec d'extrême gauche. ANTARSYA se définit comme un « front anticapitaliste, révolutionnaire, communiste et écologique ».
ANTARSYA a été fondée le 22 mars 2009 à Athènes par dix organisations et militants indépendants. Ces organisations proviennent de différents courants maoïstes et trotskistes issus du Parti communiste de Grèce (KKE).

## Membres
Les neuf organisations qui sont membres de ANTARSYA sont :
- Écologistes alternatifs
- Groupe de gauche anticapitaliste (ARAS)
- Groupe de gauche (A.S.)
- Recomposition de gauche (ARAN)
- Courant nouvelle gauche (NAR)
- Organisation des internationalistes communistes de Grèce – Spartacus - section grecque de la Quatrième Internationale (OKDE-Spartakos)
- Mouvement révolutionnaire communiste de Grèce (EKKE)
- Parti socialiste des travailleurs (SEK)
- Jeunesse de la libération communiste (nΚΑ)

## Idéologie
ANTARSYA appelle à l'annulation de la dette et à la nationalisation sans compensation des grandes industries. Le parti appelle également à la sortie de l'Union européenne, à la dévaluation de l'euro, à une interdiction des licenciements, à un salaire minimum à 1 400 euros, à une réduction du temps de travail à 35 heures sans réduction de salaires, au désarmement de la police, des droits politiques et sociaux pour les immigrés ainsi qu'une politique écosocialiste pour répondre à la crise écologique.

## Résultats électoraux

### Élections parlementaires
| Année             | Voix   | %    | Sièges  | Gouvernement        |
| ----------------- | ------ | ---- | ------- | ------------------- |
| 2009              | 24 737 | 0,36 | 0 / 300 | Extra-parlementaire |
| mai 2012          | 75 428 | 1,19 | 0 / 300 | Extra-parlementaire |
| juin 2012         | 20 389 | 0,33 | 0 / 300 | Extra-parlementaire |
| janvier 2015      | 39 411 | 0,64 | 0 / 300 | Extra-parlementaire |
| septembre 2015[a] | 46 183 | 0,85 | 0 / 300 | Extra-parlementaire |
| 2019              | 23 191 | 0,41 | 0 / 300 | Extra-parlementaire |
| mai 2023          | 31 746 | 0,54 | 0 / 300 | Extra-parlementaire |

- ^ Liste commune avec EEK.

### Élections européennes
| Année | Voix   | %    | Sièges |
| ----- | ------ | ---- | ------ |
| 2009  | 21 951 | 0,43 | 0 / 22 |
| 2014  | 41 307 | 0,72 | 0 / 21 |
| 2019  | 36 327 | 0,64 | 0 / 21 |